# タイトリスト
タイトリスト（Titleist）は1932年にフィリップ・E・ヤングによって設立されたゴルフ用品ブランドで、マサチューセッツ州フェアヘーヴンに本社を置く。

## 来歴
タイトリストは1932年にフィリップ・E・ヤングにより設立された。
1949年、全米オープントーナメントでもっとも使われるゴルフボールとなる。
1976年、アメリカン・ブランズ（後のフォーチュン・ブランズ）に買収される。
2011年5月20日、米国の複合企業フォーチュン・ブランズは、傘下のゴルフ用品を手掛けるアクシネット社を韓国のフィラコリアとMirae Asset Financial Groupの企業連合に約12億ドルで売却すると発表した。
2016年10月28日、アクシネットは新規株式公開によりニューヨーク証券取引所に上場。

## 製品
ゴルフボールやゴルフクラブ、ゴルフウェアの製造を手掛けている。特に全米オープンでは1949年以降70年連続ボール使用率No.1を誇る。
特に使用率が高いのがプロV1、プロV1Xであり、多くのゴルフプレイヤーが使用している。
2024年、プロV1・プロV1xは、PGAツアーで使用率70%※、LPGAツアーではさらに多くの信頼(年間平均使用率75%)を獲得し、大会によっては80%を超える。その他世界中のツアーでNo.1ボールの地位を独占している。※2024年12月2日時点(ダレル・サーベイ社調べ)
ゴルフクラブについても、ドライバーはPGAツアーで使用率6年連続No.1ドライバーを獲得。※2024年12月末時点(ダレル・サーベイ社調べ)